# 八島正年
八島正年（やしま まさとし、1968年 - ）は、日本の建築家。

## 略歴
1968年福岡生まれ。1993年 東京藝術大学卒業、1995年 同大学院修了(益子義弘研究室)。竹中工務店を経て、1998年に高瀬夕子と共に八島正年＋高瀬夕子建築設計事務所共同設立。その後、八島建築設計事務所に改称。この間、東京藝術大学も務める。1990年にサーフ90海の家 設計競技 一等。2001年に日本建築士会連合会作品賞をファンタジアの家2で受賞。代表作にファンタジアの家1、2など。

## 作品
- ファンタジアの家１ (1995)
- ファンタジアの家２ (1999)
- 吉村順三建築展会場設計 (2005)
- 武蔵野の家 (2011)
- 山手町の家 (2013)
- 安曇野穂高の家 (2014)
- 野尻湖の小さな家 (2015)

## 著書
- 建築家夫婦のつくる居心地のいい暮らし (オーム社、2018)
- まるごとわかる! これで完璧! 住宅プランニング[間取り]図集 (オーム社、2015)
- 彩りの家 (平凡社、2011)